# 痛苦地狱
《痛苦地狱》（英語：Agony）是一款的恐怖生存电子游戏，由Madmind工作室开发，PlayWay发行。玩家在游戏中扮演一个在地狱深处饱受折磨，失去任何关于过去的记忆的灵魂。该灵魂拥有特别能力，能够附身操纵路上的殉教者以及有意识的恶魔，给予玩家一些必要措施在极端的条件下生存。 该游戏原定于在2018年3月30日发售，但最終延迟至5月29日发售。

## 游戏
游戏以第一人称为视角。玩家操纵着被打入地狱的殉教者。玩家可以利用蹲伏和屏住气息等机制来避开恶魔。除了潜行，玩家需要通过解谜才能解锁新的区域。玩家可以收集一些可收集的隐藏雕像与画像。

## 开发
2016年11月，《痛苦地狱》的开发团队在Kickstarter上开展众筹来筹集游戏创作的资金。 此次众筹金额以超出预期目标，并2016年12月结束。